# Setanta-dos
El setanta-dos és un nombre natural que segueix el setanta-u i precedeix el setanta-tres. S'escriu 72 o LXXII segons el sistema de numeració emprat. A més:
- És la suma de quatre nombres primers consecutius: 13 + 17 + 19 + 23 = 72.
- És la suma de sis nombres primers consecutius: 5 + 7 + 11 + 13 + 17 + 19 = 72.
- 72 és múltiple d'un nombre perfecte. Per això, 72 és un nombre gairebé perfecte.

## En altres dominis
- És el nombre atòmic del hafni.
- Designa l'any 72 i el 72 aC.